# モクバラナイト
『モクバラナイト』は、TBSテレビにて2022年4月14日から2024年3月28日まで放送されていた単発特別番組枠。
放送開始から2023年6月29日までは毎週木曜23:56 - 翌0:58（JST）、2023年8月18日からは放送終了までは毎週金曜0:26 - 0:55に放送されていたが、編成により放送時間・頻度ともに前後しており、固定されていなかった。

## 放送内容

### 第1期
| 2022年（令和4年） | 2022年（令和4年） | 2022年（令和4年）                                           | 2022年（令和4年） | 2022年（令和4年） | 2022年（令和4年）                                   | 2022年（令和4年） |
| 回                | 放送日            | タイトル/作品                                               | MC/メインキャスト | 出演者 | アナウンサー/ナレーター                             | 備考 |
| ----------------- | ----------------- | ----------------------------------------------------------- | --- | --- | --------------------------------------------------- | --- |
| 1                 | 4月14日           | 有頂天コネクション                                          | チョコレートプラネット （長田庄平・松尾駿） | スタジオゲスト：川田裕美、生見愛瑠 | 大江戸よし々                                        | [ 2 ] |
| 2                 | 4月21日           | 有頂天コネクション                                          | チョコレートプラネット （長田庄平・松尾駿） | スタジオゲスト：エルフ（荒川・はる）、高城れに（ももいろクローバーZ） ロケゲスト：浜口京子 |                                                     | [ 3 ] |
| 3                 | 4月28日           | 〜初出しエピソードが旅の資金に〜 旅ングアウト               | 小峠英二（バイきんぐ） | 「今が一番稼ぎ時・芸能人御一行様」：森田哲矢（さらば青春の光）、錦鯉（長谷川雅紀・渡辺隆）、フワちゃん、大島麻衣 | 山本里菜 （TBSアナウンサー）                        | [ 4 ] |
| 4                 | 5月05日           | 〜初出しエピソードが旅の資金に〜 旅ングアウト               | 小峠英二（バイきんぐ） | 「酸いも甘いも知っている芸人御一行様」：ケンドーコバヤシ、大久保佳代子（オアシズ）、斎藤司（トレンディエンジェル）、イワクラ（蛙亭） | 山本里菜 （TBSアナウンサー）                        | [ 5 ] |
| 5                 | 5月12日           | THEグレートアンサー 〜見てるだけで賢くなれる〜              | カズレーザー（メイプル超合金） 滝沢カレン | 解答者：QuizKnock（伊沢拓司・ふくらP・こうちゃん・須貝駿貴） 出題&案内人：片桐仁 |                                                     | MBS製作。 第1弾は同年1月8日の16:00 - 16:54に放送された。                                                                 |
| 6                 | 5月19日           | THEグレートアンサー 〜見てるだけで賢くなれる〜              | カズレーザー（メイプル超合金） 滝沢カレン | 解答者：QuizKnock（伊沢拓司・ふくらP・こうちゃん・須貝駿貴） 出題&案内人：片桐仁 |                                                     | MBS製作。 第1弾は同年1月8日の16:00 - 16:54に放送された。                                                                 |
| 7                 | 5月26日           | 俺のワタシの極み飯!                                         | 中居正広 宮川大輔 本田翼 | | 日比麻音子 （TBSアナウンサー）                      | 本枠の前番組『中居大輔と本田翼と夜な夜なラブ子さん』から司会者とナレーターの日比を続投させた上で内容を全て一新して復活。 |
| 8                 | 6月02日           | 俺のワタシの極み飯!                                         | 中居正広 宮川大輔 本田翼 | | 日比麻音子 （TBSアナウンサー）                      | 本枠の前番組『中居大輔と本田翼と夜な夜なラブ子さん』から司会者とナレーターの日比を続投させた上で内容を全て一新して復活。 |
| 9                 | 6月09日           | ドン底人間を救うハッピーシアター ピンチさーん!              | 小峠英二（バイきんぐ） 飯尾和樹（ずん） | 見届け人：佐藤仁美、岡田結実 芸人軍団：エイトブリッジ（別府ともひこ・篠栗たかし）、お見送り芸人しんいち、サンシャイン池崎、東京ホテイソン（たける・ショーゴ）、ハリウッドザコシショウ | 窪田等                                              | [ 10 ] |
| 10                | 6月17日           | ドン底人間を救うハッピーシアター ピンチさーん!              | 小峠英二（バイきんぐ） 飯尾和樹（ずん） | 見届け人：佐藤仁美、岡田結実 芸人軍団：AMEMIYA、エイトブリッジ（別府ともひこ・篠栗たかし）、怪奇!YesどんぐりRPG（Yes!アキト・どんぐりたけし・サツマカワRPG）、カミナリ（竹内まなぶ・石田たくみ）、きつね（大津広次・淡路幸誠）、真空ジェシカ（川北茂澄・ガク）、タイムマシーン3号（山本浩司・関太）、ルシファー吉岡 | 窪田等                                              | [ 12 ] |
| 11                | 6月30日           | 瞬間記憶バラエティー 「オボエロ!」                          | | たたきあげチーム：チョコレートプラネット（長田庄平・松尾駿）、中村嶺亜（7 MEN 侍 / ジャニーズJr.）、矢吹奈子（HKT48） 意外に高学歴チーム：尾形貴弘（パンサー）、トラウデン直美、横山由依、平子祐希（アルコ&ピース） |                                                     | 第1弾は2021年12月18日に『土曜☆ブレイク』枠にて、第2弾は2022年3月26日（25日深夜）の0:20 - 1:20にそれぞれ放送された。      |
| 12                | 7月08日           | 瞬間記憶バラエティー 「オボエロ!」                          | たたきあげチーム：チョコレートプラネット（長田庄平・松尾駿）、池田美優、坂東龍汰 意外に高学歴チーム：カズレーザー（メイプル超合金）、王林、本髙克樹（7 MEN 侍/ジャニーズJr.）、井上咲楽 | |                                                     | |
| 13                | 7月14日           | 知らない方がヨカッタ話                                      | 田中卓志（アンガールズ） 小峠英二（バイきんぐ） | スタジオゲスト：大久保佳代子（オアシズ）、馬場ももこ、ゆうちゃみ、休井美郷 再現ドラマゲスト：忍成修吾 |                                                     | [ 18 ] |
| 14                | 7月28日           | 知らない方がヨカッタ話                                      | 田中卓志（アンガールズ） 小峠英二（バイきんぐ） | スタジオゲスト：大久保佳代子（オアシズ）、馬場ももこ、ゆうちゃみ、休井美郷 |                                                     | [ 19 ] |
| 15                | 8月4日            | 学生が芸人パワーで大変身 学校中を笑わせよう!                | ヒロミ | ゲスト：陣内智則、高山一実 VTR出演：オズワルド（畠中悠・伊藤俊介）、西田幸治（笑い飯）、ラランド（サーヤ・ニシダ） |                                                     | [ 20 ] |
| 16                | 8月11日           | 学生が芸人パワーで大変身 学校中を笑わせよう!                | ヒロミ | ゲスト：陣内智則、高山一実 VTR出演：ハナコ（秋山寛貴・菊田竜大）、AMEMIYA、きつね（大津広次・淡路幸誠）、FUJIWARA（藤本敏史・原西孝幸）、山添寛（相席スタート） |                                                     | [ 20 ] |
| 17                | 8月18日           | 有田とカレンと売る人と買う人                                | 有田哲平（くりぃむしちゅー） 滝沢カレン | |                                                     | [ 21 ] |
| 18                | 8月25日           | 有田とカレンと売る人と買う人                                | 有田哲平（くりぃむしちゅー） 滝沢カレン | |                                                     | [ 22 ] |
| 19                | 9月1日            | マッスルドア 〜ガリガリからの脱出〜                         | 春日俊彰（オードリー） 田中卓志（アンガールズ） | 挑戦者：斉藤サトル、瀬谷直矢（劇団4ドル50セント）、仲山真史、渡邊謙志郎、中野魁斗 | 進行：若林有子 （TBSアナウンサー）                  | [ 23 ] |
| 20                | 9月8日            | マッスルドア 〜ガリガリからの脱出〜                         | 春日俊彰（オードリー） 田中卓志（アンガールズ） | 挑戦者：斉藤サトル、瀬谷直矢（劇団4ドル50セント）、仲山真史、渡邊謙志郎、中野魁斗 | 進行：若林有子 （TBSアナウンサー）                  | [ 23 ] |
| 21                | 9月15日           | クイズ!倍買                                                 | バナナマン （設楽統・日村勇紀） | 倍買チャレンジャー：井上咲楽ファミリー |                                                     | [ 24 ] |
| 22                | 9月22日           | クイズ!倍買                                                 | バナナマン （設楽統・日村勇紀） | 倍買チャレンジャー：デンジャラス・ノッチファミリー、エハラマサヒロファミリー |                                                     | [ 25 ] |
| 23                | 10月27日          | スゴイ工場で超実験！実験ジャパン                            | 錦鯉 （渡辺隆・長谷川雅紀） | ゲスト：インディアンス（田渕章浩、きむ）、村重杏奈、村山輝星 VTR出演：金の国（渡部おにぎり、桃沢健輔）、小山佳一（鹿児島大学教授）、市岡元気 |                                                     | [ 26 ] |
| 24                | 11月3日           | スゴイ工場で超実験！実験ジャパン                            | 錦鯉 （渡辺隆・長谷川雅紀） | ゲスト：インディアンス（田渕章浩、きむ）、村重杏奈、村山輝星 VTR出演：金の国（渡部おにぎり、桃沢健輔）、小山佳一（鹿児島大学教授）、市岡元気 |                                                     | [ 26 ] |
| 25                | 11月10日          | 背筋も凍るほわ〜い話                                        | かまいたち （山内健司・濱家隆一） | スタジオゲスト:大西流星（なにわ男子）、滝沢カレン |                                                     | ※第4弾 |
| 26                | 11月17日          | 背筋も凍るほわ〜い話                                        | かまいたち （山内健司・濱家隆一） | スタジオゲスト:大西流星（なにわ男子）、滝沢カレン |                                                     | ※第4弾 |
|                   | 11月24日          | このランキング異議アリ！                                    | バカリズム | 見届け人：藤井隆、ヒコロヒー、新井恵理那 異議アリスト：深澤辰哉（Snow Man）、武田真治、彦摩呂 ロケゲスト：村重杏奈 |                                                     | [ 28 ] |
|                   | 12月1日           | このランキング異議アリ！                                    | バカリズム | 見届け人：藤井隆、ヒコロヒー、新井恵理那 異議アリスト：髙地優吾（SixTONES）、藤森慎吾（オリエンタルラジオ）、工藤美桜 ロケゲスト：伊原六花、西山茉希 |                                                     | [ 28 ] |
|                   | 12月8日           | #なんだこの旅は!!                                           | 平子祐希（アルコ&ピース） くっきー!（野性爆弾） | もう中学生、ギャビー |                                                     | [ 29 ] |
|                   | 12月15日          | #なんだこの旅は!!                                           | 平子祐希（アルコ&ピース） くっきー!（野性爆弾） | あんり（ぼる塾）、ゆうちゃみ |                                                     | [ 29 ] |
|                   | 12月23日          | つづきましてコンボ！                                        | 川島明（麒麟） | スタジオゲスト：EXILE NESMITH、鈴木福、竹内由恵、DJ KOO（TRF）、本並健治、丸山桂里奈、ゆうちゃみ、横山由依 芸人チャレンジャー：アイデンティティ（田島直弥、見浦彰彦）、いぬ（有馬徹・太田隆司）、おいでやす小田、オダウエダ（小田結希、植田紫帆）、怪奇!YesどんぐりRPG（サツマカワRPG・Yes!アキト・どんぐりたけし）、COWCOW（多田健二・善し）、金の国（渡部おにぎり・桃沢健輔）、ZAZY、サスペンダーズ（古川彰悟、依藤たかゆき）、永野、ネルソンズ（和田まんじゅう、青山フォール勝ち、岸健之助）、ぱーてぃーちゃん（金子きょんちぃ、すがちゃん最高No.1、信子）、ハリウッドザコシショウ、5GAP（クボケン、トモ）、プラス・マイナス（兼光タカシ、岩橋良昌）、モグライダー（芝大輔、ともしげ）、や団（ロングサイズ伊藤、本間キッド、中嶋 享）、ラバーガール（飛永翼、大水洋介） |                                                     | 0:26 - 1:25（22日深夜）放送                                                                                              |
|                   | 12月29日          | つづきましてコンボ！                                        | 川島明（麒麟） | スタジオゲスト：EXILE NESMITH、鈴木福、竹内由恵、DJ KOO（TRF）、本並健治、丸山桂里奈、ゆうちゃみ、横山由依 芸人チャレンジャー：アイデンティティ（田島直弥、見浦彰彦）、いぬ（有馬徹・太田隆司）、おいでやす小田、オダウエダ（小田結希、植田紫帆）、怪奇!YesどんぐりRPG（サツマカワRPG・Yes!アキト・どんぐりたけし）、COWCOW（多田健二・善し）、金の国（渡部おにぎり・桃沢健輔）、ZAZY、サスペンダーズ（古川彰悟、依藤たかゆき）、永野、ネルソンズ（和田まんじゅう、青山フォール勝ち、岸健之助）、ぱーてぃーちゃん（金子きょんちぃ、すがちゃん最高No.1、信子）、ハリウッドザコシショウ、5GAP（クボケン、トモ）、プラス・マイナス（兼光タカシ、岩橋良昌）、モグライダー（芝大輔、ともしげ）、や団（ロングサイズ伊藤、本間キッド、中嶋 享）、ラバーガール（飛永翼、大水洋介） | [ 30 ]                                              | |
| 2023年（令和5年） |                   |                                                             | | |                                                     | |
|                   | 1月12日           | おもてなしプレゼン合戦 芸人アテンダーバス                   | 田中卓志（アンガールズ） | ゲスト：本田望結、本田紗来 アテンダー芸人：石田芳道（ドドん）、岩ちゃん、お見送り芸人しんいち、カナイ、GO!皆川、坂井きのこ（各駅マッシュ）、スイーツなかの、スーパー3助（にゃんこスター）、中川パラダイス（ウーマンラッシュアワー）、平井“ファラオ”光（馬鹿よ貴方は）、ブルーレディ（佐野友康、田中凌）、ボル姉さん、槙尾ユウスケ（かもめんたる） | 進行：山本里菜 （TBSアナウンサー）                  | 第1弾は1月3日火曜23:25 - 翌0:25に放送                                                                                    |
|                   | 1月19日           | 邪道メシコロシアム                                          | 満島真之介 | 高嶋政宏、安藤なつ、リュウジ |                                                     | [ 33 ] |
|                   | 1月26日           | 邪道メシコロシアム                                          | 満島真之介 | 高嶋政宏、中田花奈、リュウジ |                                                     | [ 34 ] |
|                   | 2月2日            | 賢者の赤ペンレビュー！銭バカさん                            | ホラン千秋 | スタジオゲスト：陣内智則、ファーストサマーウイカ、屋敷裕政（ニューヨーク）、渡辺隆（錦鯉） VTR出演：長州力、武藤敬司、蝶野正洋、小峠英二（バイきんぐ）、長谷川雅紀（錦鯉） |                                                     | [ 35 ] |
|                   | 2月9日            | 賢者の赤ペンレビュー！銭バカさん                            | ホラン千秋 | スタジオゲスト：陣内智則、ファーストサマーウイカ、屋敷裕政（ニューヨーク）、スパイク（松浦志穂、小川暖奈） VTR出演：近藤春菜（ハリセンボン） |                                                     | [ 35 ] |
|                   | 2月16日           | 『発表!ウチの県の大事ケン』 〜1時間まるごと◯◯県TV〜         | 川島明（麒麟） 王林 | スタジオゲスト：秋山竜次（ロバート）、伊原六花、くっきー!（野性爆弾）、近藤春菜（ハリセンボン） |                                                     | [ 36 ] |
|                   | 2月23日           | 『発表!ウチの県の大事ケン』 〜1時間まるごと◯◯県TV〜         | 川島明（麒麟） 王林 | スタジオゲスト：秋山竜次（ロバート）、伊原六花、くっきー!（野性爆弾）、近藤春菜（ハリセンボン） |                                                     | [ 36 ] |
|                   | 3月10日           | 笑アセろ                                                    | 千原ジュニア（千原兄弟） 小峠英二（バイきんぐ） | ゲスト：朝日奈央、岡田結実 ターゲット芸人：春日俊彰（オードリー）、空気階段（鈴木もぐら、水川かたまり）、くっきー!（野性爆弾）、ザ・マミィ（酒井貴士、林田洋平）、ななまがり（初瀬悠太、森下直人）、ネルソンズ（青山フォール勝ち、岸健之助、和田まんじゅう）、もう中学生、蛙亭（イワクラ・中野周平）、タイムマシーン3号（関太・山本浩司） | ナレーション：服部潤 吉村恵里子 （TBSアナウンサー） | 0:01 - 1:00（9日深夜）放送                                                                                               |
|                   | 3月17日           | 形から入ってみた                                            | かまいたち （山内健司、濱家隆一） | スタジオゲスト：王林、ロケゲスト：林田真依 | スタジオアシスタント： 田村真子 （TBSアナウンサー） | 0:01 - 1:00（16日深夜）放送                                                                                              |
|                   | 3月23日           | 形から入ってみた                                            | かまいたち （山内健司、濱家隆一） | スタジオゲスト：王林、ロケゲスト：林田真依 | スタジオアシスタント： 田村真子 （TBSアナウンサー） | |
|                   | 5月11日           | 不夜城はなぜ回る                                            | 東野幸治 | スタジオゲスト：菊池風磨（Sexy Zone）、バカリズム、山里亮太（南海キャンディーズ） VTR出演：小峠英二（バイきんぐ） |                                                     | [ 39 ] |
|                   | 5月18日           | 不夜城はなぜ回る                                            | 東野幸治 | スタジオゲスト：菊池風磨（Sexy Zone）、バカリズム、山里亮太（南海キャンディーズ） VTR出演：小峠英二（バイきんぐ） |                                                     | [ 39 ] |
|                   | 5月25日           | アナタの秘めた欲望…暴きます 煩悩ドーーン                    | 喪黒福造 | ゲスト：アンミカ、池田美優（みちょぱ）、劇団ひとり、児嶋一哉（アンジャッシュ） VTR出演：鬼越トマホーク（坂井良多、金ちゃん）、CYBERJAPAN DANCERS、7 MEN 侍、中西茂樹（なすなかにし） |                                                     | [ 40 ] |
|                   | 6月1日            | アナタの秘めた欲望…暴きます 煩悩ドーーン                    | 喪黒福造 | ゲスト：アンミカ、池田美優（みちょぱ）、劇団ひとり、児嶋一哉（アンジャッシュ） VTR出演：中澤佑二、酒井貴士（ザ・マミィ）、みちお（トム・ブラウン）、きょん、関太（タイムマシーン3号）、徳永ゆうき、りんごちゃん |                                                     | [ 41 ] |
|                   | 6月8日            | 良い子はマネしないでねバラエティ 特殊な訓練受けてますので！ | バカリズム | スタジオゲスト：田中卓志（アンガールズ）、王林 VTR出演：尾形貴弘（パンサー）、奥村うどん（スタンダップコーギー）、スーパー3助（にゃんこスター）、都留拓也（ラパルフェ）、とにかく明るい安村、みなみかわ、山口コンボイ（ケビンス）、和田まんじゅう（ネルソンズ） |                                                     | [ 42 ] |
|                   | 6月15日           | 良い子はマネしないでねバラエティ 特殊な訓練受けてますので！ | バカリズム | スタジオゲスト：田中卓志（アンガールズ）、王林 VTR出演：尾形貴弘（パンサー）、奥村うどん（スタンダップコーギー）、スーパー3助（にゃんこスター）、都留拓也（ラパルフェ）、とにかく明るい安村、みなみかわ、山口コンボイ（ケビンス）、和田まんじゅう（ネルソンズ） |                                                     | [ 42 ] |
|                   | 6月22日           | お笑いエスポワール号                                        | 設楽統（バナナマン） バカリズム 川島明（麒麟） | ゲーム参加者：いぬ、オキシジェン、怪奇!YesどんぐりRPG、蛙亭、カカロニ、カゲヤマ、カナメストーン、観音日和、きしたかの、きつね、金魚番長、金の国、くらげ、クロコップ、狛犬、サスペンダーズ、ザ・マミィ、ジェラードン、ジグザグジギー、しんや、スタミナパン、ストレッチーズ、セルライトスパ、戦慄のピーカブー、そいつどいつ、チェリー大作戦、ちゃんぴおんず、THIS IS パン、東京ホテイソン、トム・ブラウン、ナイチンゲールダンス、納言、ななまがり、ニッキューナナ、にゃんこスター、ぱーてぃーちゃん、白桃ピーチよぴぴ、パンプキンポテトフライ、ビスケットブラザーズ、ひつじねいり、ママタルト、マルセイユ、ミスター大冒険。、モリタク!＆河口こうへい、守谷日和、やさしいズ、四千頭身、ラパルフェ、令和ロマン、ロングコートダディ                                             |                                                     | [ 43 ] |
|                   | 6月29日           | お笑いエスポワール号                                        | 設楽統（バナナマン） バカリズム 川島明（麒麟） | ゲーム参加者：いぬ、オキシジェン、怪奇!YesどんぐりRPG、蛙亭、カカロニ、カゲヤマ、カナメストーン、観音日和、きしたかの、きつね、金魚番長、金の国、くらげ、クロコップ、狛犬、サスペンダーズ、ザ・マミィ、ジェラードン、ジグザグジギー、しんや、スタミナパン、ストレッチーズ、セルライトスパ、戦慄のピーカブー、そいつどいつ、チェリー大作戦、ちゃんぴおんず、THIS IS パン、東京ホテイソン、トム・ブラウン、ナイチンゲールダンス、納言、ななまがり、ニッキューナナ、にゃんこスター、ぱーてぃーちゃん、白桃ピーチよぴぴ、パンプキンポテトフライ、ビスケットブラザーズ、ひつじねいり、ママタルト、マルセイユ、ミスター大冒険。、モリタク!＆河口こうへい、守谷日和、やさしいズ、四千頭身、ラパルフェ、令和ロマン、ロングコートダディ                                             |                                                     | [ 43 ] |

### 第2期
| 2023年（令和5年） | 2023年（令和5年）                                        | 2023年（令和5年）                                                             | 2023年（令和5年） | 2023年（令和5年） |
| 放送日            | タイトル/作品                                            | MC/メインキャスト                                                             | 出演者 | 備考              |
| ----------------- | -------------------------------------------------------- | ----------------------------------------------------------------------------- | --- | ----------------- |
| 7月21日           | あらびき団2023夏 〜みんなで笑おう！真夏の2週連続30分SP〜 | 東野幸治 藤井隆                                                               | 片倉ブリザード、喫茶ムーン、きのこちゃん&危険物てぃらてぃら早川、ダックワーズ、東坂みゆ、軟水、ハマノとヘンミ、風船太郎、養老瀧之丞                                                                     | [ 44 ]            |
| 7月28日           | あらびき団2023夏 〜みんなで笑おう！真夏の2週連続30分SP〜 | 東野幸治 藤井隆                                                               | 清水英彰（演歌歌手）、ダブルアート、デザインぱ、トンツカタン お抹茶、中村カヅマ、ハイツ友の会、バタハリ、ぼよんぼよん ふぃーばーくん                                                                    | [ 44 ]            |
| 8月18日           | あの子が仮面をつける夜 〜なぜメイクするんですか？〜      | アンミカ 山里亮太 （南海キャンディーズ）                                      | | [ 45 ]            |
| 9月1日            | あの子が仮面をつける夜 〜なぜメイクするんですか？〜      | アンミカ 山里亮太 （南海キャンディーズ）                                      | | [ 45 ]            |
| 9月8日            | 〜突然出てきて笑わせろ！〜 お笑いゲリラミッション        | コットン 渋谷凪咲                                                             | ゲスト：おいでやす小田 ハリウッドザコシショウ、コロコロチキチキペッパーズ、モグライダー | [ 46 ]            |
| 9月15日           | 〜突然出てきて笑わせろ！〜 お笑いゲリラミッション        | コットン 渋谷凪咲                                                             | ゲスト：おいでやす小田 ジェラードン、高野正成（きしたかの）、ネルソンズ、真空ジェシカ、ザ・マミィ | [ 46 ]            |
| 9月22日           | 生活アップデートTV これどーっスか？                      | さまぁ〜ず （大竹一樹、三村マサカズ） アンタッチャブル （山崎弘也、柴田英嗣） | アシスタント：中嶋イッキュウ、ゲスト：飯沼愛 プレゼンター：狩野英孝、広田ハヤト（オッパショ石）、如月琉、薄幸（納言）、日比麻夕乃                                                                       | [ 47 ]            |
| 9月29日           | 生活アップデートTV これどーっスか？                      | さまぁ〜ず （大竹一樹、三村マサカズ） アンタッチャブル （山崎弘也、柴田英嗣） | アシスタント：中嶋イッキュウ、ゲスト：飯沼愛 プレゼンター：中岡創一（ロッチ）、仲嶺巧（三日月マンハッタン）、チューチューチュー（加古川良太、加古川クエ）、お見送り芸人しんいち、江戸マリー（角井、伴） | [ 47 ]            |
| 10月6日           | 恋がイキナリさめる瞬間 カエル王子と言いたがりの姫        | 長谷川忍（シソンヌ） 伊藤俊介（オズワルド）                                   | 言いたがりの姫：藤本美貴、堀田茜、丸山礼、まつきりな、CRAZY COCO | [ 48 ]            |
| 10月13日          | 恋がイキナリさめる瞬間 カエル王子と言いたがりの姫        | 長谷川忍（シソンヌ） 伊藤俊介（オズワルド）                                   | 言いたがりの姫：藤本美貴、堀田茜、丸山礼、まつきりな、CRAZY COCO | [ 48 ]            |
| 10月27日          | バカ無双GP                                               | バカリズム 山崎弘也 （アンタッチャブル）                                      | 競技考案者：レイザーラモンRG 挑戦者：真栄田賢（スリムクラブ）、みなみかわ、山口コンボイ（ケビンス） | [ 49 ]            |
| 11月3日           | バカ無双GP                                               | バカリズム 山崎弘也 （アンタッチャブル）                                      | 競技考案者：春日俊彰（オードリー） 挑戦者：大鶴肥満（ママタルト）、福島善成（ガリットチュウ）、義江和也                                                                                                 | [ 49 ]            |

## ネット局

### 第1期
| 放送対象地域 | 放送局                | 系列    | 放送日時                     | 放送期間                      | 遅れ       |
| ------------ | --------------------- | ------- | ---------------------------- | ----------------------------- | ---------- |
| 関東広域圏   | TBSテレビ（TBS）      | TBS系列 | 木曜 23:56 - 翌0:55          | 2022年4月14日 - 2023年6月29日 | 制作局     |
| 北海道       | 北海道放送（HBC）     | TBS系列 | 木曜 23:56 - 翌0:55          | 2022年4月14日 - 2023年6月29日 | 同時ネット |
| 青森県       | 青森テレビ（ATV）     | TBS系列 | 木曜 23:56 - 翌0:55          | 2022年4月14日 - 2023年6月29日 | 同時ネット |
| 岩手県       | IBC岩手放送（IBC）    | TBS系列 | 木曜 23:56 - 翌0:55          | 2022年4月14日 - 2023年6月29日 | 同時ネット |
| 福島県       | テレビユー福島（TUF） | TBS系列 | 木曜 23:56 - 翌0:55          | 2022年4月14日 - 2023年6月29日 | 同時ネット |
| 静岡県       | 静岡放送（SBS）       | TBS系列 | 木曜 23:56 - 翌0:55          | 2022年4月14日 - 2023年6月29日 | 同時ネット |
| 山口県       | テレビ山口（tys）     | TBS系列 | 木曜 23:56 - 翌0:55          | 2022年4月14日 - 2023年6月29日 | 同時ネット |
| 愛媛県       | あいテレビ（itv）     | TBS系列 | 木曜 23:56 - 翌0:55          | 2022年4月14日 - 2023年6月29日 | 同時ネット |
| 福岡県       | RKB毎日放送（rkb）    | TBS系列 | 木曜 23:56 - 翌0:55          | 2022年4月14日 - 2023年6月29日 | 同時ネット |
| 中京広域圏   | CBCテレビ（CBC）      | TBS系列 | 金曜 0:50 - 1:35（木曜深夜） | 2022年4月21日 -               | 遅れネット |
| 山梨県       | テレビ山梨（UTY）     | TBS系列 | 金曜 0:00 - 1:00（木曜深夜） | 2022年4月22日 -               | 遅れネット |

#### 過去のネット局
- テレビユー山形（TUY） - 番組開始から同時ネットで放送していたが、2022年9月打ち切り。

### 第2期
| 放送対象地域 | 放送局                | 系列    | 放送日時                                                                                  | 放送期間        | ネット状況 |
| ------------ | --------------------- | ------- | ----------------------------------------------------------------------------------------- | --------------- | ---------- |
| 関東広域圏   | TBSテレビ（TBS）      | TBS系列 | 金曜 0:26 - 0:55（木曜深夜） → 金曜 0:44 - 1:13（木曜深夜） →金曜 0:26 - 0:55（木曜深夜） | 2023年8月18日 - | 【制作局】 |
| 北海道       | 北海道放送（HBC）     | TBS系列 | 金曜 0:26 - 0:55（木曜深夜） → 金曜 0:44 - 1:13（木曜深夜） →金曜 0:26 - 0:55（木曜深夜） |                 | 同時ネット |
| 青森県       | 青森テレビ（ATV）     | TBS系列 | 金曜 0:26 - 0:55（木曜深夜） → 金曜 0:44 - 1:13（木曜深夜） →金曜 0:26 - 0:55（木曜深夜） |                 | 同時ネット |
| 岩手県       | IBC岩手放送           | TBS系列 | 金曜 0:26 - 0:55（木曜深夜） → 金曜 0:44 - 1:13（木曜深夜） →金曜 0:26 - 0:55（木曜深夜） |                 | 同時ネット |
| 福島県       | テレビユー福島（TUF） | TBS系列 | 金曜 0:26 - 0:55（木曜深夜） → 金曜 0:44 - 1:13（木曜深夜） →金曜 0:26 - 0:55（木曜深夜） |                 | 同時ネット |
| 山口県       | テレビ山口（tys）     | TBS系列 | 金曜 0:26 - 0:55（木曜深夜） → 金曜 0:44 - 1:13（木曜深夜） →金曜 0:26 - 0:55（木曜深夜） |                 | 同時ネット |
| 愛媛県       | あいテレビ（itv）     | TBS系列 | 金曜 0:26 - 0:55（木曜深夜） → 金曜 0:44 - 1:13（木曜深夜） →金曜 0:26 - 0:55（木曜深夜） |                 | 同時ネット |
| 熊本県       | 熊本放送（RKK）       | TBS系列 | 金曜 0:26 - 0:55（木曜深夜） → 金曜 0:44 - 1:13（木曜深夜） →金曜 0:26 - 0:55（木曜深夜） |                 | 同時ネット |

## スタッフ
- 製作著作：TBS